# موتور کریم کبدانی
موتور کریم کبدانی یک منطقهٔ مسکونی در ایران است که در دهستان بزمان واقع شده‌است.